# Charlebois (album, 1974)
Pour les articles homonymes, voir Charlebois.
 (juillet 2017).
Si vous disposez d'ouvrages ou d'articles de référence ou si vous connaissez des sites web de qualité traitant du thème abordé ici, merci de compléter l'article en donnant les références utiles à sa vérifiabilité et en les liant à la section « Notes et références ».
Albums de Robert Charlebois
Solidaritude
(1973) Longue Distance
(1976)
Singles
1. Urgence / Je Rêve À Rio
Sortie : 1974
2. Je Rêve à Rio / Manche De Pelle
Sortie : 1974

Charlebois (aussi connu sous le titre Je rêve à Rio) est le dixième album de chansons du musicien et auteur-compositeur-interprète québécois Robert Charlebois, sorti en 1974.

## Liste des titres
| A1. | Je rêve à Rio           | Robert Charlebois, Michel Robidoux      | 3:25 |
| A2. | Ma Bohème               | Arthur Rimbaud, Charlebois              | 2:47 |
| A3. | Entre Dorval et Mirabel | Charlebois, Beethoven, Marcel Beauchamp | 2:33 |
| A4. | Trop belle pour mourir  | Claude Gauvreau, Charlebois             | 5:25 |
| A5. | Manche de pelle         | Réjean Ducharme, Charlebois             | 3:50 |
| A6. | Qué.-Can. blues         | Charlebois                              | 3:50 |

| B1. | Urgence                | Mouffe, Charlebois    | 2:29 |
| B2. | Tendresse et amitié    | Ducharme, Charlebois  | 2:58 |
| B3. | Antilles               | Charlebois, Beauchamp | 3:51 |
| B4. | Le droit de s'en aller | Mouffe, Charlebois    | 3:28 |
| B5. | Avant de me taire      | Mouffe, Charlebois    | 2:46 |
| B6. | Le dernier corsaire    | Mouffe, Charlebois    | 4:29 |

## Crédits

### Membres du groupe
- Robert Charlebois : chant, piano
- Michel Robidoux : guitare acoustique, guitare à douze cordes électrique
- Serge Blouin : basse
- Michel Fauteux : batterie, percussions
- Marcel Beauchamp : piano, guitare électrique, orgue (Eminent)

### Équipes technique et production
- Enregistrement, mixage : Alan Thorne
- Mastering : Sabin Brunet
- Photographies : Pierre Guimond